# Márna
A márna vagy rózsás márna (Barbus barbus) a sugarasúszójú halak (Actinopterygii) osztályának a pontyalakúak (Cypriniformes) rendjéhez, ezen belül a pontyfélék (Cyprinidae) családjához tartozó faj.
Több elnevezése is ismert, mint brána, harcsaponty, havasi márna, marcihal, marina, martikeszeg, merenne, nagymarci, márnahal, rózsahal, tótkeszeg, tótkecsege, zsidóhal, tótkecegi-zsidóhal és rózsa márna.
Európai elterjedésű, gazdaságilag is jelentős, halászati és horgászati módszerekkel egyaránt jól fogható faj. A duzzasztott folyószakaszokon ritkul az állománya és emiatt a sebezhető fajok közé sorolják. Magyarországon gyakori faj, mely tilalmi idő, méret- és mennyiségi korlátozás mellett horgászható.

## Előfordulása
Európában a Pireneusoktól a Dnyeper vízgyűjtőjéig található meg és Magyarországon is őshonos. Elsősorban gyors vizű folyók lakója, homokos, kavicsos, márgás agyagos fenéken érzi jól magát. Főleg folyóvízi halként ismert, de azért előfordul a Balatonban is. A hegyvidéken nem hatol feljebb 900 méternél. Szereti a tiszta vizű részeket, de Johann Jakob Heckel tesz említést arról, hogy olykor tömegesen tartózkodnak a szennyvíz befolyók környékén.

### Magyarországi élőhelyei
Magyarországon előfordul a Duna, a Mosoni-Duna, a Lajta, a Rábca, a Répce, a Rába, a Lapincs, a Pinka, a Strém, a Marcal, a Cuhai-Bakony-ér, az Ipoly, a Kemence-patak, a Morgó-patak, a Lókos-patak, a Fekete-víz, a Malom-patak, az Apátkúti-patak, a Sződi-patak, a Benta-patak, a Zala, a Dráva, a Mura, a Kerka, a Lendva, a Tisza, az Öreg-Túr, a Szamos, a Kraszna, a Bodrog, a Bózsva, a Keleti-főcsatorna, a Sajó, a Bódva, a Jósva, a Rakaca, a Hernád, a Vadász-patak, a Hármas-Körös, a Kettős-Körös, a Fekete-Körös, a Fehér-Körös, a Sebes-Körös, a Berettyó, a Maros, az áramló vizű nagyobb csatornákban és esetenként a folyók által táplált tavakban is.

## Megjelenése
Kifejlett példányai testhossza 40-50 centiméter, de 70 centinél hosszabbra is megnőhet. Tömege 4-5 kilogramm és kivételesen elérheti a 10 kilogramm feletti kapitális nagyságot is. Megnyúlt, nagyjából hengeres testű hal, melynek a feje fölülről és a farokrésze oldalról enyhén lapított. Háta olajzöld, oldalt a hasa világoszöldes és fehér színű, hátúszója tarka fehér és farok alatti úszója kékes, ez utóbbi feketén beszegett, a többi úszója pedig rózsaszínű. Elvétve lehet találkozni aranymárnákkal is, melyeknek a testszíne az átlagtól eltérően sárga színű.
A hátúszót 3 és 8-9, a mellúszót 1 és 15-17, a hasúszót 2 és 8, az farok alatti úszót 3 és 5, a farokúszót pedig 19 sugár feszíti ki. Az alsóállású száj felső ajkán négy bajuszszál látható.

### Alfajok
A folyami márnák több alfaját is leírták, amelyeknek az önállósága a mai napig szakmai viták tárgyát képezi.
- Barbus barbus bocagei az Ibériai-félsziget északi és középső részén lévő folyóvizekben,
- Barbus barbus plebejus  Olaszországban,
- Barbus barbus sclateri az Ibériai-félsziget déli részén Andalúziában.
- Barbus barbus borysthenicus a Dnyeszter, Dnyeper és a Bug vízrendszerében,
- Barbus barbus macedonicus Dalmáciában a Vardar vízrendszerében
- Barbus barbus bergi Bulgáriában.

### Hasonló fajok
Legjobban közeli rokonához a petényi-márnához hasonlít, de annak hátúszójának elején nincs fogazott csonttüske és a farok alatti úszója hátrasimítva megközelíti vagy eléri a farokúszó tövét. Hasonló lehet még a keresztezésük által létrejött márna és Petényi-márna hibridek is. Ivadékkorban hasonlít a felpillantó küllőhöz és a homoki küllőhöz. Ezeknek csupán a szájszögletében találunk 1-1 bajuszszálat, a felső állkapcsuk elején nincs és a küllők oldalát nagyobb és sötétebb színjátszó foltok sora díszíti.
Az alábbi táblázat a márna, a petényi márna, a felpillantó küllő és a homoki küllő határozóképletét tartalmazza.
| Tudományos név       | Magyar név         | pikkelyképlet   | garatfogképlet | úszósugár hátúszó | úszósugár farokalatti |
| -------------------- | ------------------ | --------------- | -------------- | ----------------- | --------------------- |
| Barbus barbus        | márna,             | 55 12-14/7-9 62 | 2,3,5-5,3,2    | III-IV/7-9        | II-III/5              |
| Barbus peloponnesius | petényi márna,     | 51 10-12/7-8 56 | 2,3,5-5,3,2    | II-IV/7-9         | II-III/5              |
| Gobio uranoscopus    | felpillantó küllő, | 40 4-6/3-4 43   | 3,5-5,3        | II-III/7          | II-III/6              |
| Gobio kessleri       | homoki küllő,      | 40 4-6/3-4 42   | 2,5-5,2        | II-III/8(9)       | II-III/6              |

## Életmódja
Életmódja miatt nevezik folyami márnának is és a folyóvizek mederfenekén akárcsak a ponty turkálva keresi táplálékát. Férgek, rovarlárvák, vízicsigák és egyéb gerinctelen állatok mellett, jelentős arányban növényi anyagokat is fogyaszt. A késő ősszel lehűlő vizekben kisméretű halakat is elfogyaszt. Körülbelül ötéves kora körül éri el a 40 centiméteres legkisebb kifogható hosszúságot és ekkor testsúlya 1-2 kilogramm között mozog.

## Szaporodása
3-5 éves korában válik ivaréretté. Ívása május-júniusra esik, egy-egy nőstény 3-15 ezer 2 mm átmérőjű, sárgás ikrát rak, mely jól tapad a meder aljzatához. Az ikrások testtömegenként 3000-9000 ikrát érlelnek ami más halfajokhoz viszonyítottan csekélynek mondható. A márna ivadékok 6-8 nap alatt kelnek ki. Ikrája mérgező ezért emberi fogyasztásra nem alkalmas.

## Horgászata
Magyarországon a horgászok nemes halként tartják számon a márnát. Horgászata április 15. és május 31. között tilos és horgászidényben a kifogható legkisebb mérete 40 centiméter, valamint ettől függetlenül vizenként külön méret és darabkorlátozás alá is eshet.
Rendkívül jó úszó és kiváló sporthal, melynek fogásához kitűnő reflex és kitartás kell. Horogra akadását követően kitartóan védekezik. Még a másfél-két kilogrammos példányok is próbára teszik a horgász minden ügyességét. Képes métereket is ugrani azért, hogy a horogtól megszabaduljon. Mivel a mederfenéken tartózkodik ezért fenekező szereléssel lehet jó eséllyel fogását remélni. Mindenevő halként, tetszés szerinti csalival lehet próbálkozni. A horgászok sajttal, kukoricával, gilisztával, csontival, lótetűvel, halszelettel és sok más egyéni recept szerinti csalival fogják. Valamint, pergető horgászok által felkínált,a meder fenékhez közel vontatott csalik,egyre gyakoribb támadója! (Gumi halak és a vertikális csalik)

## Galéria
|  |  |  |

### Internetes leírások a márnáról
- A faj szerepel a Természetvédelmi Világszövetség Vörös Listáján. IUCN. (Hozzáférés: 2010. június 19.)
- A taxon adatlapja az ITIS adatbázisában. Integrated Taxonomic Information System. (Hozzáférés: 2010. december 3.)
- A faj adatlapja a FishBase oldalán. FishBase. (Hozzáférés: 2010. december 3.)
- Barbel Barbus barbus (Linnaeus, 1758). BioLib.cz. (Hozzáférés: 2010. június 19.)
- Barbus barbus (Linnaeus, 1758) (angol nyelven). AQUATAB. (Hozzáférés: 2010. november 3.)
- Barbus barbus Barbel (angol nyelven). First Nature.com. [2010. december 25-i dátummal az eredetiből archiválva]. (Hozzáférés: 2010. november 3.)
- Barbus barbus (Linnaeus, 1758) (angol nyelven). uBio. (Hozzáférés: 2011. december 14.)